# Národní park Krka
Krka je národní park v Chorvatsku vyhlášený roku 1985 a pojmenovaný po řece Krka. Park se nachází v centrální části Dalmácie, v Šibensko-kninské župě nedaleko okresního města Šibenik. Národní park Krka je známý především svými četnými vodopády a různobarevnými jezírky. Rozloha národního parku je 109 km². Jako nejkrásnější bývá označován úsek u kaskád Skradinski buk. Vstup do tohoto národního parku je placený.

## Kaskády
Hlavní pozoruhodností národního parku Krka je soustava vodních kaskád:
- Bilušića buk (22,4 m)
- Ćorića buk nebo Brljan (15,5 m)
- Manojlovački slapovi (celková výška 59,6 m, hlavní kaskáda 32 m)
- Sondovjel nebo Rošnjak (8,4 m)
- Miljacka slap (23,8 m)
- Roški slap (26 m)
- Skradinski buk (17 stupňů o celkové výšce 45,7 m)

## Flora
Národní park Krka patří k jihu Evropy a jako takový, vzhledem ke svému zvláštnímu postavení a mozaice různých typů přírody, je charakteristický mimořádně bohatou a pestrou flórou a faunou.
Na jeho území bylo zjištěno na 860 druhů a poddruhů rostlin.

## Fauna
V řece Krka žije 18 druhů ryb, z nichž deset je endemických. Příkladem jsou pstruh a dalmatským barbelgudgeon.